# Dólar
|  | Per a altres significats, vegeu «platja de El Dólar». |

Dólar és un municipi a la comarca de Guadix de la província de Granada (Andalusia).